# Catopsilia grandidieri
Catopsilia grandidieri är en fjärilsart som först beskrevs av Paul Mabille 1877.  Catopsilia grandidieri ingår i släktet Catopsilia och familjen vitfjärilar.
Artens utbredningsområde är Madagaskar. Inga underarter finns listade i Catalogue of Life.